# Metateratocephalus crassidens
Metateratocephalus crassidens is een rondwormensoort uit de familie van de Teratocephalidae. De wetenschappelijke naam van de soort is voor het eerst geldig gepubliceerd in 1880 door De Man.